# مات ويلكنسون
مات ويلكنسون (بالإنجليزية: Matt Wilkinson)‏ هو مقدم برامج إذاعية وكاتب سيناريو وممثل بريطاني، ولد في 31 أغسطس 1968 بلندن في المملكة المتحدة.

## أعمال

### أفلام
- (2005) ثاء رمزا للثأر

## وصلات خارجية
- مات ويلكنسون على موقع IMDb (الإنجليزية)
- مات ويلكنسون على موقع أول موفي (الإنجليزية)
- مات ويلكنسون على موقع قاعدة بيانات الفيلم (الإنجليزية)
- مات ويلكنسون على موقع كينوبويسك (الروسية)